# Arkadian Warriors
Arkadian Warriors là một game hành động nhập vai được hãng Vivendi Games phát hành dưới thương hiệu Sierra Online và do Wanako Games phát triển dành cho dịch vụ Xbox Live Arcade của Xbox 360. Tựa game được nhà sản xuất chính thức công bố tại Hội nghị Game Leipzig năm 2007 rồi về sau được phát hành vào ngày 12 tháng 12 năm 2007.

## Lối chơi
Game cho phép người chơi lựa chọn một trong ba lớp nhân vật khác nhau gia nhập cuộc chơi bao gồm "Binh sĩ" (Soldier), "Cung thủ" (Archer) và "Pháp sư" (Sorcerer). Người chơi có thể chơi một mình hoặc hợp tác với một người chơi khác qua mạng LAN hoặc qua Xbox Live.
Xuyên suốt quá trình chơi game, nhân vật chính được giao trọng trách giải cứu vùng đất Arkadia bằng cách hoàn thành một loạt 19 nhiệm vụ, sau cùng là ra tay đánh bại tên ác nhân Gorgon ở cuối game. Nhiệm vụ được nhận tại một thị trấn trung tâm là nơi mà người chơi dễ dàng thực hiện các hoạt động khác. Hầu hết các nhiệm vụ này có bản chất tương đối đơn giản, chẳng hạn như thu hồi một số lượng của một số vật phẩm hoặc đánh bại một số đối thủ nhất định.
Trong dungeon được tạo ngẫu nhiên, người chơi giao chiến với số lượng lớn quân thù bằng các kỹ năng đặc trưng cho lớp nhân vật của riêng mình. Khi đạt được một lượng kinh nghiệm nhất định, nhân vật sẽ gia tăng sức mạnh và nhận thêm các phép thuật hoặc kỹ năng mới. Ngoài ra, trong lúc giao tranh với địch, một cột năng lượng từ từ lấp đầy cho phép người chơi tạm thời biến thành hình dạng quái thú. Những loại quái thú hiện hình bao gồm phượng hoàng, sư tử hoặc rồng, tùy thuộc vào lớp nhân vật do người chơi lựa chọn vào đầu game.

## Đón nhận
Arkadian Warriors nhận được sự bình phẩm lạnh nhạt từ IGN với số điểm "Trung bình" (5,7/10).  Bài đánh giá đưa ra kết luận, "Chúng tôi có thể xử lý lối chơi lặp đi lặp lại trong chuyến phiêu lưu dungeon của mình -- nhìn chung chuyện này rất thú vị. Khi bạn thêm vào sự thiếu đa dạng trong thiết kế dungeon và nhiệm vụ và rồi quẳng một loạt quái vật chung chung theo cách của chúng tôi, khiến chúng trở nên vô tâm hơn."  Bài đánh giá của GameSpot cũng đã làm điêu đứng tựa game này vì lối chơi chung chung và lặp đi lặp lại với điểm "Trung bình" (5,0/10) tương tự. Patrick Hickey Jr., cộng tác viên của Trigames.NET, nói rằng Arkadian Warriors "cảm thấy giống như một bản sao lộn xộn của hàng tá tựa game hay ho khác và khiến chủ nhân của nó muốn chơi thứ gì đó khác nữa."